# Koźlice (Lubin)
Pour les articles homonymes, voir Koźlice.
Koźlice est une localité polonaise de la gmina de Rudna, située dans le powiat de Lubin en voïvodie de Basse-Silésie.